# Saint-Fontaine
Saint-Fontaine is een dorpje in de Belgische provincie Luik. Het ligt in Pailhe, een deelgemeente van Clavier. Saint-Fontaine ligt anderhalve kilometer ten zuidwesten van het dorpscentrum van Pailhe, tegen de grens met de provincie Namen.

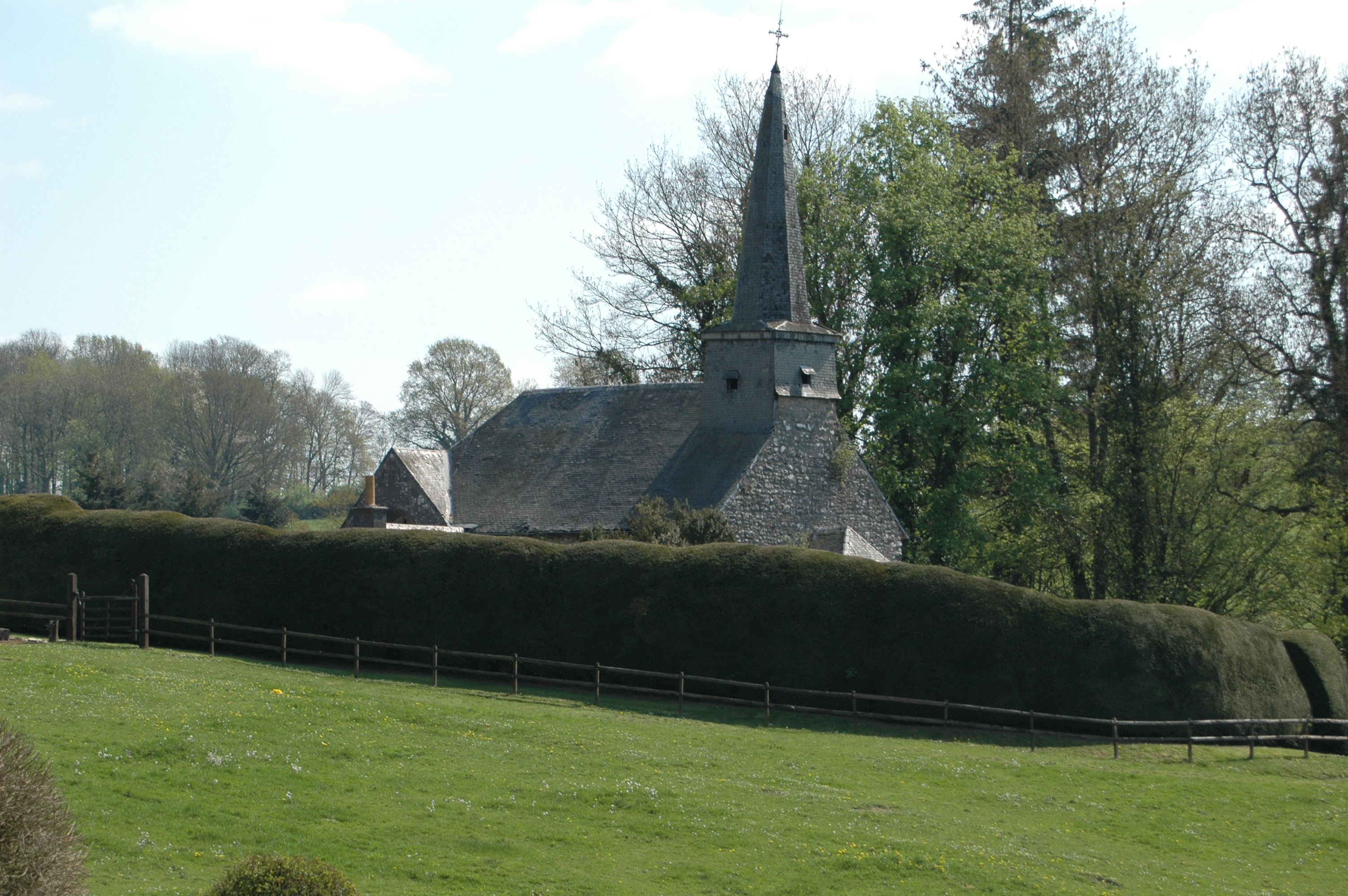
Saint-Fontaine en kapel

## Geschiedenis
Op de Ferrariskaart uit de jaren 1770 staat het dorpje weergegeven als Sain Fontaine. Op het eind van het ancien régime werd Saint-Fontaine een gemeente, maar in 1811 werd de gemeente alweer opgeheven en bij Pailhe gevoegd

## Bezienswaardigheden
- de Chapelle Notre-Dame
- het Château de Saint-Fontaine

Deelgemeenten: Bois-et-Borsu · Clavier · Les Avins · Ocquier · Pailhe · Terwagne

Overige dorpen en gehuchten: Amas · Atrin · Bois · Borsu · Clavier-Station · Ochain · Odet · Pair · Petit Avin · Saint-Fontaine · Vervoz 

Belgische gemeenten · arrondissement Hoei · provincie Luik · Wallonië